# Говдя Ольга Петрівна
Ольга Петрівна Говдя (нар. 3 січня 1950, м. Ленінград (тепер — Санкт-Петербург), РРФСР, СРСР) — українська мистецтвознавиця, член Національної спілки художників України (1984), Заслужений працівник культури України.

## Біографія
Народилась в родині майбутнього відомого українського мистецтвознавця Говді Петра Івановича.
В 1972 році закінчила Київський художній інститут (викладачі: Білецький Платон Олександрович, Владич Леонід Володимирович та Сак Людмила Миколаївна).
В 1972-1983 — старший науковий співробітник Національного художнього музею України (ДМУОМ).
З 1983 року працює у Дирекції художніх виставок України. Спочатку — заступник директора з наукової роботи та виставкової діяльності, а з 2003 року — директор.

## Публікації

### Каталоги виставок
- «К. Трутовський» (1985);
- «Антон Кашшай» (1987-1988);
- «До 5-ї річниці Незалежності України» (1996);
- «М. Глущенко» (1996);
- «В. Г. Непийпиво» (2002);
- «Мистецтво України» (2002).

### Комплект художніх листівок
- «Наш сучасник» (1979).